# Arie van Bennekum
Arie van Bennekum nació en Hardinxveld-Giessendam (Países Bajos) el 2 de abril de 1964. Es un programador holandés y uno de los coautores del Manifiesto para el desarrollo ágil de software(2001), el documento fundacional de la metodología ágil para la gestión de proyectos y las transformaciones ágiles transfronterizas.
Implementó Ágil en pequeñas y grandes organizaciones. A Van Bennekum se le atribuye la idea de que Agile tiene un sitio fuera del desarrollo de software. Apostó por cambiar la palabra "software" por "soluciones" para abrir la metodología Ágil a todo el mundo, incluso, en los departamentos de recursos humanos o marketing de las empresas.Es aplicable en todas partes de la empresa o, incluso, en la vida.
Ágil es una metodología para el desarrollo de proyectos que requiere rapidez y flexibilidad. Hasta hace unos años, Agile era un framework específico para el desarrollo de software. Sin embargo, a partir de 2016, Agile empezó a expandirse entre una amplia gama de organizaciones.

## Trayectoria
Van Bennekum estudió Informática Empresarial (1988) en la Hogeschool Rotterdam.Es licenciado en Tecnología de la Información por la Universidad de Ciencias Aplicadas de Rotterdam (1989-1993) y, también, obtuvo un título por DSDM International, Holanda, en 1997.
Comenzó su carrera en TI como desarrollador de software en 1987, en Rotterdam . Después de un tiempo, se incorporó a una empresa de consultoría informática, como desarrollador, después, diseñador técnico y responsable de proyectos. En 1995, aterrizó en un proyecto de desarrollo rápido de aplicaciones (RAD), donde empezó como desarrollador trabajando para clientes que necesitaban expertos en Método de Desarrollo de Sistemas dinámicos (DSDM), un método ágil que se centra en el ciclo de vida completo del proyecto.

Desde finales de la década de 1990, como consultor, ha dirigido transformaciones ágiles internacionales a través de las organizaciones.

## Reconocimientos
En 2021, el Project Management Institute (PMI) concedió a Van Bennekum el "Lifetime Achievement Award" por su importante trabajo en la difusión de la mentalidad ágil.
En 2017, fue distinguido por la Universidad Champagnat (Mendoza, Argentina) con el reconocimiento académico de Profesor Honorario Emérito (núm. de Res. 61/17). 